# Liešno
Liešno je obec na Slovensku v okrese Turčianske Teplice. V roce 2023 zde žilo 54 obyvatel.

## Historie
První zmínka o obci pochází z roku 1322.

## Geografie
Obec se nachází v nadmořské výšce 472 a pokrývá plochu 1,9 km2. 